# 发现 (认识论)
发现指探索到新事物或有了新理解。区别于发明，发现的东西已经存在但尚未知晓。

## 知识论
就科学研究而言，发现是对事物和规律新颖而原创的观察，并提供新的推理和知识。发现可通过感官或思辨获得。系统的研究或者偶然的灵感均可发现。发现可能和好奇心和厌倦情绪有关。

## 地理学和人类学
“发现”被用来描述来自一种文化的人们首次侵入其他文化的地理文化环境。
西方在扩张史上曾认为或宣称自己“发现”了新大陆或新世界。但这种视角已被原住民拒绝，从他们的角度来看，这不是发现而是第一次接触，称之为发现则是延续了殖民主义和西方中心主義。

## 延伸阅读
- 发明
- 创新
- 好奇